# Konstantin Maevskij
Konstantin Viktorovič Maevskij (in russo Константин Викторович Маевский?; Mosca, 5 ottobre 1979) è un allenatore di calcio a 5 ed ex giocatore di calcio a 5 russo.

## Carriera

### Giocatore

#### Club
Calcettista poliedrico e carismatico, apprezzato per la freddezza con cui leggeva situazioni complesse, inizia a giocare nel settore giovanile della Torpedo Mosca. Il debutto nella Superliga avviene però con il Čertanovo con cui concluse la stagione 1997-98 all'ultimo posto. Nonostante la retrocessione nella seconda serie, Maevskij rimane nel Čertanovo anche nel campionato seguente, giocando con maggiore frequenza. La stagione seguente è quella dell'esplosione: acquistato dall'Inteko, realizza 41 reti in 40 incontri nella seconda serie, piazzandosi al secondo posto della classifica marcatori alle spalle di Denis Abyšev. Nella stagione 2000-01 si accorda con il CSKA Mosca, tornando a giocare nella SuperLiga. Nel gennaio del 2003 si trasferisce alla neonata sezione di calcio a 5 della Dinamo Mosca, a cui legherà buona parte della sua carriera. Con i biancoazzurri vince 6 campionati nazionali, 5 coppe di Russia e soprattutto - dopo due finali consecutive perse - la Coppa UEFA 2006-07. Nel 2010 fa ritorno al CSKA Mosca, con cui due anni più tardi conclude la carriera.

#### Nazionale
Il debutto nella nazionale risale al 5 novembre 2002 in occasione dell'incontro valido per le qualificazioni all'UEFA Futsal Championship 2003 vinto dalla Russia per 6-1 contro Israele. Per un decennio, Maevskij è uno dei punti fermi - e negli ultimi anni anche capitano - della nazionale, con cui partecipa a quattro campionati europei e a un mondiale. Nel 2012 supera il record di presenze con la nazionale detenuto fino ad allora da Erëmenko e Alekberov (66).

### Allenatore
Nel gennaio del 2013 viene nominato allenatore del Noril'skij Nikel'. Maevskij mantiene l'incarico fino al termine della stagione 2015-16, quando lascia la società per diventare coordinatore delle nazionali giovanili maschili di calcio a 5 della Russia. In seguito, è nominato commissario tecnico delle nazionali Under-17 e Under-19 nonché, ad interim, di quella maggiore.

## Palmarès

### Competizioni nazionali
- Campionato russo di calcio a 5: 6
Dinamo Mosca: 2002-03, 2003-04, 2004-05, 2005-06, 2006-07, 2007-08
- Coppa di Russia di calcio a 5: 5
Dinamo Mosca: 2004, 2005, 2008, 2009, 2010

### Competizioni internazionali
- Coppa UEFA: 1
Dinamo Mosca: 2006-07